# アチノ

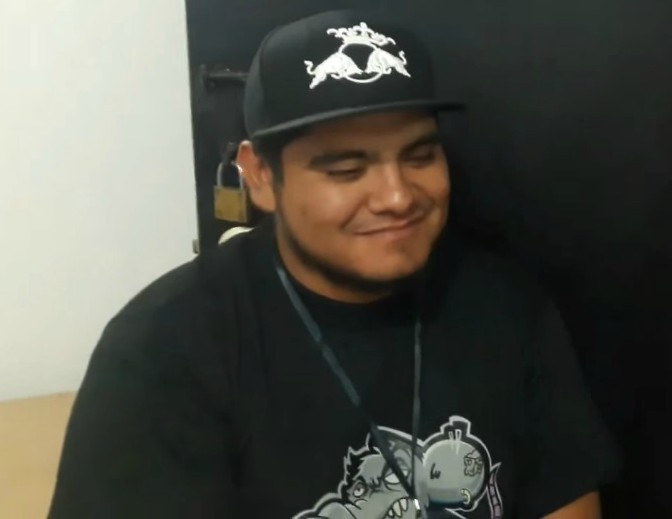
Aczino

マウリシオエルナンデスゴンザレス（1991年7月2日、メキシコ、ラパス）は、アチノとして知られ、メキシコのラップのラッパーであり、フリースタイラーです。 彼は、約20の国際的なタイトルを持ち、さまざまな国の地域トーナメントで複数の賞を受賞している、最も関連性の高いラップフリースタイラーの1人と考えられています